# 馮華健
馮華健，SBS，SC，JP（1953年6月30日—），香港資深大律師，1994年至1998年出任律政司法律政策專員，1997年首任律政專員。2002年至2008年任廣播事務管理局主席。

## 背景
馮華健在1953年6月30日生於香港，1963年至1967年就讀拔萃小學及拔萃男書院（至初中），1967年至1971年到英格蘭Malvern College完成初中及高中課程，繼而於1971年至1974年間修讀倫敦大學學院法學士學位，1974年至1975年獲英格蘭及威爾斯或北愛爾蘭認許為大律師。他其後於1977年至1978年修讀倫敦大學學院法學碩士稕位，1986年取得澳洲仲裁資格。
馮華健多次在重大訴訟中代表香港政府，包括1998年指立法會議事規則違反《基本法》；2004年在領匯事件中代表房屋委員會。
2009年他參與在電盈私有化一案中代表小股東，成功阻止電盈私有化。2018年1月，当选第十三届全国政协委员。

## 學歷
- 倫敦大學學院法學士（1974年）
- 倫敦大學學院法學碩士（1978年）

## 榮譽
- 銀紫荊星章（2003年）[6]
- 非官守太平紳士（2004年）